# Théagès
Théagès (en grec Θεάγης) est un dialogue apocryphe du pseudo-Platon sur la nature du savoir.  Plusieurs auteurs ou philosophes comme Luc Brisson considèrent ce dialogue comme douteux, ou débattent de son authenticité, du fait d'imitations et d'emprunts au Théétète et à l’Alcibiade majeur. Entre autres antiques, le savant Thrasylle et l’historien romain Élien le citent et le considèrent comme authentiques. Le Pseudo-Platon, dans le Théagès,, l’Épinomis et le Démodocos, discute du conseil et de son importance.

## Personnages du dialogue
- Socrate
- Démodocos
- Théagès, fils de Démodocos : Au Livre VI de La République[3],[4], Platon écrit qu’il est détourné de la vie politique au profit de la vie philosophique par une santé fragile.

## Personnages évoqués
- Égisthe, meurtrier d’Agamemnon[5]
- Pélée et son père Éaque[6]
- Périandre et son père Cypsélos[6]
- Archélaos, roi de Macédoine au Ve siècle av. J.-C. ; il meurt la même année que Socrate ; on peut donc se douter de l’époque à laquelle l’auteur se faire dérouler le dialogue[7]. L’évocation d’Archélaos rappelle l’Alcibiade Majeur[8].
- Hippias et son père Pisistrate[9]
- Charmide[9]
- Bacis[9] : Prophète Béotien qui, longtemps avant la descente des Perses en Grèce, prédit leur avenir aux Grecs[10].
- Une sibylle[9]
- Amphilytos d’Acarnanie[9] : Devin qui rendit un oracle à Pisistrate[11] : « Le filet est jeté, les rêts sont tendus : la nuit, au clair de la lune, les thons s’y jetteront en foule »[12].
- Thémistocle[13], politicien et stratège
- Périclès[13], politicien et stratège
- Cimon[13], politicien et stratège
- Prodicos, sophiste
- Gorgias de Léontinoi[14] : rhéteur dont il est question dans le dialogue platonicien authentique, 'Gorgias
- Polos[14] : rhéteur originaire d’Agrigente

Socrate met les trois dernières personnes sous le même titre de sophiste.
- Thucydide : politicien[15]
- Thrasylle : général[16]

## Citations
- Une citation d’Euripide, qu’une scholie dit être de l’Ajax de Locres, pièce de Sophocle :

« Sont compétents les gens qui fréquentent les gens compétents ». 
Cette citation est présente au Livre VIII de La République,. Platon et Aristophane dans sa pièce Les Thesmophories l’attribuent à Euripide.
- Un poème inconnu d’Anacréon est cité, chanson qui parle de Callicrité, personnage féminin qui excelle, comme sa mère dans l’art de gouverner.

## Cadre
La scène se déroule à Athènes sous le portique de Zeus Éleuthéros. L’auteur du dialogue montre que le génie de Socrate n’intervient pas que dans son intérêt.

## Argument
Comment définir le but que Théagès poursuit en voulant acquérir le savoir des sophistes, et de quel savoir il s’agit en l’occurrence.

## Prologue
Démodocos, politicien, mène son fils à Socrate pour lui confier son inquiétude : Son fils veut devenir savant, et devenir élève des sophistes.

## Dialogue
Devant le but avoué de Théagès, la domination des cités, Socrate se demande s’il s’agit d’aspiration à la politique ou à la tyrannie. Selon Socrate, les politiciens ne sont pas capables de former leurs fils à la vie politique. Et Socrate de se demander également à quels maîtres s’adresser. Théagès propose Socrate, qui en débat avec lui-même et attend un signe de son daimôn, celui à qui il obéit, ce génie familier qui se manifeste pour le détourner de certaines actions, son daimôn. Dans le Théagès, Socrate affirme que le véritable pouvoir résulte d’une formation politique.